# Moores of Coleraine
Moores of Coleraine is een onafhankelijk warenhuis in Coleraine in het graafschap Londonderry in Noord-Ierland. Het warenhuis maakt deel uit van Ulster Stores van de familie Moore.

## Geschiedenis
Het warenhuis werd opgericht op 1 oktober 1925 door John Moore, die een winkel overnam. In de jaren 1940 nam zijn zoon het warenhuis over. In 2015 vierde het warenhuis zijn 90-jarige bestaan. Het is anno 2022 een van de grootste warenhuizen van Noord-Ierland en is nog altijd in handen van de familie Moore. Het is gevestigd in de Church Street 7-11 en heeft een verkoopvloeroppervlakte van bijna 4.000 m².